# Bacuita luzonica
Bacuita luzonica är en insektsart som först beskrevs av Willemse, C. 1933.  Bacuita luzonica ingår i släktet Bacuita och familjen gräshoppor. Inga underarter finns listade i Catalogue of Life.